# Hyposcada orestilla
Hyposcada orestilla är en fjärilsart som beskrevs av William Chapman Hewitson 1867. Hyposcada orestilla ingår i släktet Hyposcada och familjen praktfjärilar. Inga underarter finns listade i Catalogue of Life.